# Dom Pedro de Alcântara
Dom Pedro de Alcântara egy község (município) Brazíliában, Rio Grande do Sul állam keleti részén; az észak-partvidéki városi agglomerációban (Aglomeração Urbana do Litoral Norte). 2021-ben népességét 2520 főre becsülték.

## Elnevezése
A település már 1826-ban felvette a Colônia São Pedro e das Torres nevet, és később a Colônia Dom Pedro de Alcântara név is ismert lett. Eredete nem tisztázott; egyes történészek szerint Alcantarai Szent Péter volt a névadó, akit 1826-ban Brazília védőszentjévé neveztek ki; mások szerint II. Péter brazil császár tiszteletére nevezték el, aki 1826-ban földet adományozott a telepeseknek. Olyan vélemények is vannak, melyek szerint a név egyszerre vonatkozik a szentre és a császárra.

## Története
A 18. század végétől kezdődően számos európai telepes utazott Brazíliába egy jobb élet reményében. A brazil függetlenség kikiáltása után (1822) a kormány támogatta a déli vidékek gyarmatosítását, katonai és mezőgazdasági telepek létrehozását. Torres vidékére (Cantão das Torres) 1826. november 17-én 421 német bevándorló érkezett; közülük a katolikusok a Mampituba folyó mellett telepedtek le (beleértve Colônia São Pedro területét), a protestánsok pedig ettől délre, a Três Forquilhas folyó közelében. A letelepedés csak 1828 nyarán fejeződött be, mivel számos nézeteltérés volt a kijelölt mocsaras földek miatt.
São Pedro telepesei cukornád-termesztéssel és cachaça-készítéssel foglalkoztak, azonban az utak, kikötők hiánya miatt igen nehezen tudták értékesíteni a terményeket. A község máig megőrizte mezőgazdasági jellegét; az 1950-es évektől főként banánt termesztenek.
1952-ben Dom Pedro de Alcântara néven Torres kerülete lett, majd 1995-ben azonos néven független községgé alakult.

## Leírása
Székhelye Dom Pedro de Alcântara, további kerületei Arroio dos Mengues, Morro dos Leffas, Porto Colônia.
Lourdes-i Szűz Máriának szentelt templomát a hagyomány szerint José Webber építette megmenekülésének emlékére. Webber Németországban lakott és egy nap rendőrök üldözték; és megfogadta, hogy ha megmenekül, kivándorol és kápolnát épít. Miután 1826-ban Brazíliába érkezett, ígéretéhez híven kápolnát épített, a feszület korpuszát pedig saját kezével formázta meg (ez a feszület ma is létezik). A 19. század végén unokája, José Arásio Webber kijavította és kibővítette a kápolnát, 1930-ban pedig mai formájára építették át.
1947–1950 között egy szentélyt hoztak létre Szűz Máriának egy magas bazaltsziklában kialakult barlangban.